# Susana dos Santos
Susana Paula de Almeida dos Santos (ur. 16 czerwca 1982) – brazylijska zapaśniczka. Zajęła 28 miejsce na mistrzostwach świata w 2003. Piąta na igrzyskach panamerykańskich w 2003. Zdobyła brązowy medal mistrzostw panamerykańskich w 2005, a także igrzysk Ameryki Południowej w 2006. Trzecia na mistrzostwach Ameryki Południowej w 2012 i mistrzostwach świata wojskowych w 2016 roku.